# قسم همبرات الريفي (مقاطعة أردستان)
قسم همبرات الريفي (بالفارسية: دهستان همبرات) هي منطقة سكنية تقع في إيران في قسم. يقدر عدد سكانها بـ 728 نسمة .